# José María Iglesias
José María Iglesias Inzáurraga (Città del Messico, 5 gennaio 1823 – Città del Messico, 17 novembre 1891) è stato un politico messicano.

## Biografia
Fu ministro della giustizia nel 1857 e dal 1863 al 1867, presiedette la corte suprema di giustizia dal 1873. Dopo la caduta del presidente Sebastián Lerdo de Tejada divenne presidente del Messico dal 31 ottobre all'8 novembre 1876, prima di essere deposto da Porfirio Díaz.